# Richardsonianus mauianus
Richardsonianus mauianus är en ringmaskart som först beskrevs av Benham 1907.  Richardsonianus mauianus ingår i släktet Richardsonianus och familjen käkiglar. Inga underarter finns listade i Catalogue of Life.